# خايمي ألفاريز سيسنيروس
خايمي ألفاريز سيسنيروس هو سياسي مكسيكي، ولد في 26 سبتمبر 1974 في ولاية موريلوس في المكسيك. انتخب عضو مجلس النواب المكسيك ‏.